# Kaffrine
Kaffrine  este un oraș  în Senegal. Este reședința regiunii omonime.